# 1ª Brigata Aerea da Bombardamento
La 1ª Brigata Aerea da Bombardamento era una grande unità della Regia Aeronautica nata nel 1931.

## Storia
La Brigata venne costituita all'Aeroporto di Ferrara-San Luca il 2 ottobre 1931 ed era formata dal 14º Stormo e dal 15º Stormo dislocati a Ferrara e dall'8º Stormo dell'Aeroporto di Poggio Renatico comandata dal Generale di brigata aerea Francesco Pricolo.
Il 24 maggio 1936 si sposta all'Aeroporto di Bologna-Borgo Panigale, quando era al comando di Alberto Briganti inquadrata nella Divisione Aerea Aquila con sede a Gorizia comandata dal Generale di D.A. Amedeo di Savoia-Aosta (1898) e cedendo i propri Stormi nel 1937 alla nuova III Divisione Aerea Centauro sempre di Bologna.